# Thaïlande aux Jeux olympiques
La Thaïlande participe aux Jeux olympiques depuis 1952. Elle a ainsi pris part à 18 Jeux d'été et à 5 Jeux d'hiver, soit toutes les éditions, sauf celles de 1980 (boycott) et de 2010 (pas d'athlète inscrit).
La meilleure performance des sportifs thaïlandais au J.O. remonte aux jeux d'Athènes en 2004 avec 8 médailles : 3 en or, 1 en argent et 4 en bronze. Les deux autres meilleurs résultats sont intervenu en 2008 à Pékin et en 2016 à Rio avec 6 médailles : 2 en or, 2 en argent et 2 en bronze. Le 4ème meilleur résultat pour la Thaïlande est les jeux de Paris en 2024 avec 6 médailles : 1 en or, 3 en argent et 2 en bronze.
Le pays a gagné 11 médailles d'or, 11 médailles d'argent et 19 médailles de bronze depuis 1952.

## Tableau des médailles

### Par année
| Année               | Athlètes          | Médaille d'or, Jeux olympiques | Médaille d'argent, Jeux olympiques | Médaille de bronze, Jeux olympiques | Total             | Rang              |
| Helsinki 1952       | 8                 | 0                              | 0                                  | 0                                   | 0                 | -                 |
| Melbourne 1956      | 35                | 0                              | 0                                  | 0                                   | 0                 | -                 |
| Rome 1960           | 20                | 0                              | 0                                  | 0                                   | 0                 | -                 |
| Tokyo 1964          | 54                | 0                              | 0                                  | 0                                   | 0                 | -                 |
| Mexico 1968         | 41                | 0                              | 0                                  | 0                                   | 0                 | -                 |
| Munich 1972         | 33                | 0                              | 0                                  | 0                                   | 0                 | -                 |
| Montréal 1976       | 42                | 0                              | 0                                  | 1                                   | 1                 | 37e               |
| Moscou 1980         | N'a pas participé | N'a pas participé              | N'a pas participé                  | N'a pas participé                   | N'a pas participé | N'a pas participé |
| Los Angeles 1984    | 35                | 0                              | 1                                  | 0                                   | 1                 | 33e               |
| Séoul 1988          | 14                | 0                              | 0                                  | 1                                   | 1                 | 46e               |
| Barcelone 1992      | 46                | 0                              | 0                                  | 1                                   | 1                 | 54e               |
| Atlanta 1996        | 37                | 1                              | 0                                  | 1                                   | 2                 | 47e               |
| Sydney 2000         | 52                | 1                              | 0                                  | 2                                   | 3                 | 47e               |
| Athènes 2004        | 42                | 3                              | 1                                  | 4                                   | 8                 | 25e               |
| Pékin 2008          | 47                | 2                              | 2                                  | 2                                   | 6                 | 31e               |
| Londres 2012        | 37                | 0                              | 2                                  | 2                                   | 4                 | 57e               |
| Rio de Janeiro 2016 | 54                | 2                              | 2                                  | 2                                   | 6                 | 35e               |
| Tokyo 2020          | 41                | 1                              | 0                                  | 1                                   | 2                 | 59e               |
| Paris 2024          | 51                | 1                              | 3                                  | 2                                   | 6                 | 44e               |
| Total               | 679               | 11                             | 11                                 | 19                                  | 41                | 54e               |

| Année               | Athlètes          | Médaille d'or, Jeux olympiques | Médaille d'argent, Jeux olympiques | Médaille de bronze, Jeux olympiques | Total             | Rang              |
| Salt Lake City 2002 | 1                 | 0                              | 0                                  | 0                                   | 0                 | -                 |
| Turin 2006          | 1                 | 0                              | 0                                  | 0                                   | 0                 | -                 |
| Vancouver 2010      | N'a pas participé | N'a pas participé              | N'a pas participé                  | N'a pas participé                   | N'a pas participé | N'a pas participé |
| Sotchi 2014         | 2                 | 0                              | 0                                  | 0                                   | 0                 | -                 |
| Pyeongchang 2018    | 4                 | 0                              | 0                                  | 0                                   | 0                 | -                 |
| Pékin 2022          | 4                 | 0                              | 0                                  | 0                                   | 0                 | -                 |
| Total               | 12                | 0                              | 0                                  | 0                                   | 0                 | -                 |

### Par sport
| Place | Sport         | Médaille d'or, Jeux olympiques | Médaille d'argent, Jeux olympiques | Médaille de bronze, Jeux olympiques | Total | Rang |
| 1     | Haltérophilie | 5                              | 4                                  | 8                                   | 17    | 13e  |
| 2     | Boxe          | 4                              | 4                                  | 8                                   | 16    | 20e  |
| 3     | Taekwondo     | 2                              | 2                                  | 3                                   | 7     | 6e   |
| 4     | Badminton     | 0                              | 1                                  | 0                                   | 1     | 11e  |
| Total | Total         | 11                             | 11                                 | 19                                  | 41    | 54e  |